# Пасько Ігор Трохимович
Пасько Ігор Трохимович (24 лютого 1940, Санкт-Петербург — 28 березня 2021 року) — український філософ і громадський діяч, кандидат філософських наук, професор, завідувач Донецького відділення Центру гуманітарної освіти НАН України. Дійсний член НТШ (Донецьке відділення НТШ).

## Біографія
Закінчив середню школу у місті Дубно (Рівненська область) у 1957 р.
Факультет філософії Санкт-Петербурзького університету у 1967 р.
Кандидатська дисертація: «Природа і специфіка матеріальних суспільних відносин» захищена у 1978 р. у Московському державному університеті.
З 1967 р. працював у Донецькому державному (нині національному) університеті.
У 1986—1989 р. — доцент Ченстоховської політехніки та Ягеллонського університету.
З 1989 р. — завідувач Донецького відділення Центру гуманітарної освіти НАН України.

## Творчий доробок

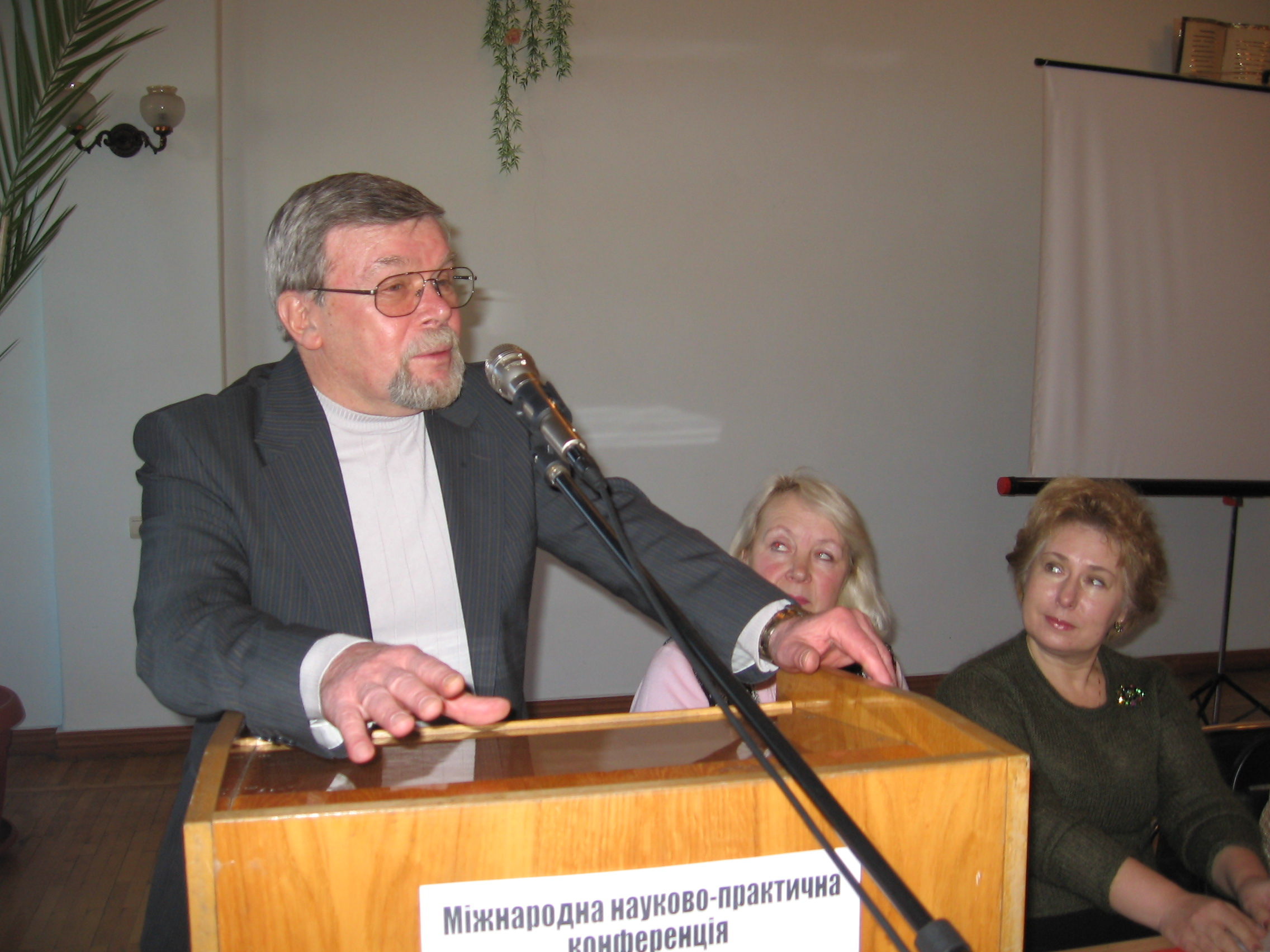
Пасько Ігор виступає на конференції, Донецьк, 2008 р.

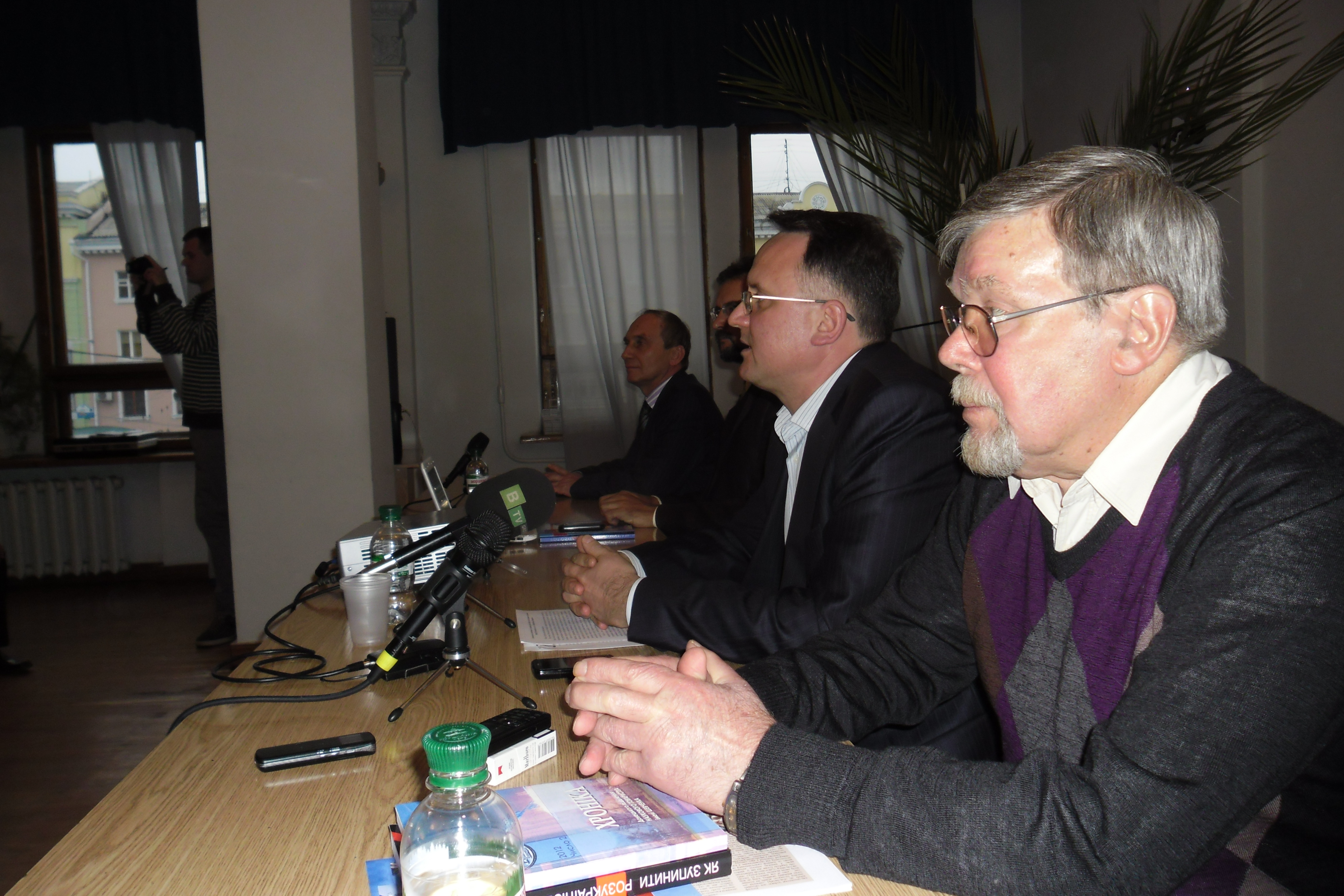
Пасько Ігор на конференції, Донецьк, 2012 р.

Автор 140 наукових публікацій, в тому числі одноосібних, в тому числі понад 130 одноосібних, 4 монографії (одноосібно), 10 колективних.
Сфера творчих зацікавленостей: флософія історії, соціальна філософія, філософія культури, філософія політики.
- Співавтор монографії «Громадянське суспільство і національна ідея» (Україна на тлі європейських процесів), 1999 р., яка була номінантом конкурсу «Книга року» журналу «Книжник-Ревью».

- Автор книги Пасько І. Т., Історія. Нація. Особистість. Вибране: історіософські етюди та манускрипти. — Донецьк: ТОВ «Східний видавничий дім», 2013. — 424 с.

## Громадсько-політична діяльність
Перший голова Донецької Крайової організації Народного Руху України (1989-1991).
Науковий секретар Донецького відділення НТШ (з 1997 р.)
Редактор відділу філософії аналітично-інформаційного фахового журналу «Схід».

## Нагороди, відзнаки
Нагороджений знаком «Відмінник освіти України».
У 2010 р. нагороджений орденом України «За мужність».

## Сім'я
У шлюбі, син — Пасько Ярослав Ігорович.

## Учні
Білокобильський Олександр Володимирович

## Основні роботи
- Громадянське суспільство і національна ідея (Україна на тлі європейських процесів. Компаративні нариси) — Донецьк, 1999.
- Україна: народ, влада, опозиція — контроверзи екзистенції // Освіта і управління: науково-практичний журнал. — 2006. — Т.9. — Число 3-4. — С.73-78.
- Vox populi — vox dei: народ один — голосів два // Аспекти самоврядування. — 2006. — № 2(34). — С. 2-5.
- Україна: цивілізаційні контрроверзи // Україна в пошуках себе: національна ідея, проблеми розвитку: Зб. матеріалів експертів Всеукр. експерт. мережі / Упоряд. О.Судакова. — К.: Вид. дім «Києво-Могилянська академія», 2007. — 328с. — С. 300—312.
- Ukraina — walka o wladzę czy zderzenie cywilizacji? // Nova Ukraina. Zeszyty historyczno-politologiczne. — 2009. — № 1-2. — Krakow :- Przemyśl, 2009. — Р. 113—122.
- Есей про трамвай // Метафізика Донецька. Вісник асоціації філософів і релігієзнавців. — донецьк: ІПШІ, «Наука і освіта», 2012. — 160 с. — C. 9-35.
- Універсалія християнства та differencia specifica її буття в історії (Частина перша –Візантія). — (Частина друга — Візантія versus Рим). — (Частина третя — Від Візантії до Руси: контроверзи еволюції). — (Частина четверта — Ортодоксія московського кшалту: високе й низьке). — № 6 (120). — С.170 — 173. // Схід: аналітично-інформаційний журнал. — 2012. — № 3 (117). — С.139 — 141; № 4 (118). — С.155. — 158; № 5 (119). — С.130 — 133; № 6 (120). — С.170 — 173; 2013. — № 1 (121). — С.123 — 128.
- Універсалія християнства та differencia specifica її буття в історії // Схід: аналітично-інформаційний журнал. — 2012. -№ 3 (117). — С.139 — 141. — № 5 (119). — С.130 — 133. -2013. — № 1 (121). — С.123 — 128.
- Історія. Нація. Особистість. // Вибране: історіософські етюди та манускрипти. — Донецьк: ТОВ «Східний видавничий дім», Асоціація філософів і релігієзнавців, Донецьке відділення Центру гуманітарної освіти НАН України, 2013. — 424 с.
- Російська інтелігенція і російська ідея // Філософська думка. — 2014. — № 2. — С.17-26.
- Політика та політичне: Gemeischaft und Geselschaft // Східно-український конфлікт в контексті глобальних трансформацій / Український інститут стратегій глобального розвитку і адаптації; Український культурологічний центр; ТОВ «Східний видавничий дім». — Донецьк : 2015. — 364 с. — С. 32 — 45.
- Politics and Political: Gemeinschaft und Gesellschaft (Community and Society) // East Ukrainian Conflict in The Context of Global Transformations. — Vinnitsa — 2015. — 195 p.. –P.6-18.
- Політика і політичне: Gemeinschaft und Gesellschaft // Схід: аналітично-інформаційний журнал. — 2015. — № 2 (134). — С.15 — 19.
- Суб'єкт історії і техніка у формах Gemeinschaft'у // Створення суспільства рівних можливостей як реальна основа патріотизму: ЧІ Шинкаруківські читання: матеріали міжнар. наук.-практ. конф., 21 квітня 2016 р. / Т-во «Знання» України, НАН України та ін.. — К. : Знання України, 2016. — 247 [1] с. — С. 89-103.
- Архетипи і культура: поезія і філософія // Схід: аналітично-інформаційний журнал. — 2017. — № 1 (147). — С.107 — 113.
- GEMEINSCHAFT US GESELLSCHAFT До питання про суб'єкт історичного процесу. Київ. 2023.